# Operacja (technologia)
Operacja – część procesu technologicznego obejmująca czynności wykonywane na jednym przedmiocie (lub zespole przedmiotów), na jednym stanowisku pracy przez jedną lub kilka osób (ew. zespół robotów), bez przerw na inne prace.
Przykładem operacji może być grzanie w obróbce cieplnej składające się z zabiegu nagrzewania i wygrzewania.